# 파퍼구

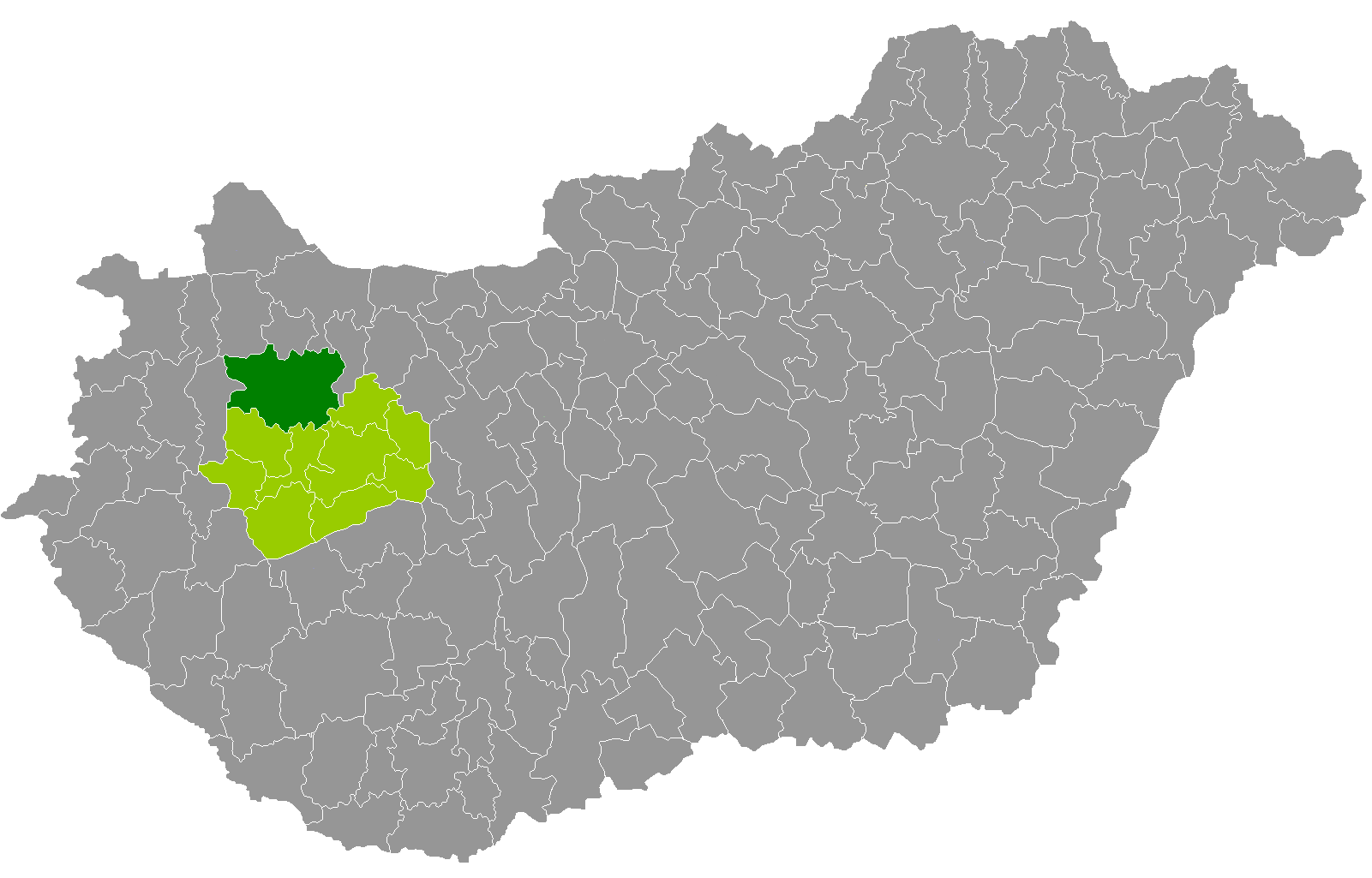
베스프렘주 지도에 표시된 파퍼구의 위치

파퍼구(헝가리어: Pápai járás)는 헝가리 베스프렘주에 위치한 구로 구청 소재지는 파퍼이며 면적은 1,022.09km2, 인구는 59,310명(2011년 기준), 인구 밀도는 58명/km2이다.
북쪽으로는 죄르모숀쇼프론주 초르너구, 테트구, 죄르구, 동쪽으로는 지르츠구, 죄르모숀쇼프론주 펀논헐머구, 남쪽으로는 베스프렘구, 어이커구, 데베체르구, 서쪽으로는 버시주 첼되묄크구와 접한다. 49개 지방 자치체(1개 시, 48개 마을)를 관할한다.

시기
구 문장